# Cerro Largo (Rio Grande do Sul)
Cerro Largo is een gemeente in de Braziliaanse deelstaat Rio Grande do Sul. De gemeente telt 13.705 inwoners (schatting 2022).

## Aangrenzende gemeenten
De gemeente grenst aan Campina das Missões, Guarani das Missões, Mato Queimado, Rolador, Salvador das Missões en Ubiretama.

## Geboren
- Odilo Scherer (1949), kardinaal en aartsbisschop van São Paulo (sinds 2007)